# Viscídio
Viscídio é um termo botânico que se refere a uma substância viscosa e aderente existente nas flores que serve para coletar pólen; nas orquídeas geralmente preenche a cavidade estigmática e serve para retirar dos insetos as polínias que se fixam às suas costas, asas ou cabeça quando eles visitam essas flores. Quando o inseto ainda não carrega polínias ele recebe uma camada adesiva que fará com que destaque a capa da antera da flor e então colete suas polínias ao retirar-se. As polínias das flores das orquídeas estão conectadas ao viscídio por filamentos diferentes chamados caudículos ou estipes, conforme seu formato.